# جيمي كونراد
جيمس كونراد (12 فبراير 1997)، لاعب كرة قدم أمريكي معتزل. كان يلعب في مركز الدفاع خلال مسيرته الممتدة لثلاثة عشر عاما في دوري المحترفين الأمريكي محققا معه العديد من الانجازات. كان يصنف من أفضل المدافعين

## روابط خارجية
- جيمي كونراد على موقع الاتحاد الدولي (مؤرشف)  (الإنجليزية)
- جيمي كونراد على موقع الدوري الأمريكي (الإنجليزية)
- جيمي كونراد على موقع قاعدة بيانات كرة القدم.إي يو (الإنجليزية)
- جيمي كونراد على موقع ناشيونال فوتبول تيمز (الإنجليزية)
- جيمي كونراد على موقع Soccerway.com (الإنجليزية)